# Rue Mouffetard
Rue Mouffetard je ulice v Paříži. Nachází se v 5. obvodu v Latinské čtvrti.

## Poloha
Ulice vede od křižovatky s Rue Thouin a končí na Square Saint-Médard u křižovatky ulic Rue Censier a Rue Pascal. Ulice je orientována ze severu na jih. Směrem na sever pokračuje ulice Rue Descartes a na jihu na ni navazuje Avenue des Gobelins. Ulice pozvolna klesá z kopce sv. Jeneviévy ke kostelu sv. Medarda.

## Historie
Jedná se jednu z nejstarších ulic v Paříži. Podle prvních zpráv vedla ulice pravděpodobně v římské době v 1. století z tehdejší Lutetie do dnešního Ivry podél mont Lucotitius a po své pravé straně měla arènes de Lutèce. V prostoru lázní Cluny v Lucotetii se napojila na cardo, které odpovídalo dnešní ulici Rue Saint-Jacques.
Ve 13. století to byla obyčejná cesta nesoucí jméno Mons Cetarius nebo Mons Cetardus, francouzsky pak Mont-Cétard nebo Mont-Fétard, ze kterého vzniklo posléze Moufetard a dnešní Mouffetard. Ulice měla ale i jiná jména, na počátku 17. století Rue Saint-Marcel později Rue Saint-Marceau.
Až do poloviny 19. století vedla Rue Mouffetard přes řeku Bièvre u kostela sv. Medarda a dále na jih až k Barrière d'Italie (dnešní Place d'Italie). Měřila tedy přes 1500 metrů. Během přestavby Paříže prefekta Haussmanna byla její jižní část oddělena a vznikla z ní Avenue des Gobelins.

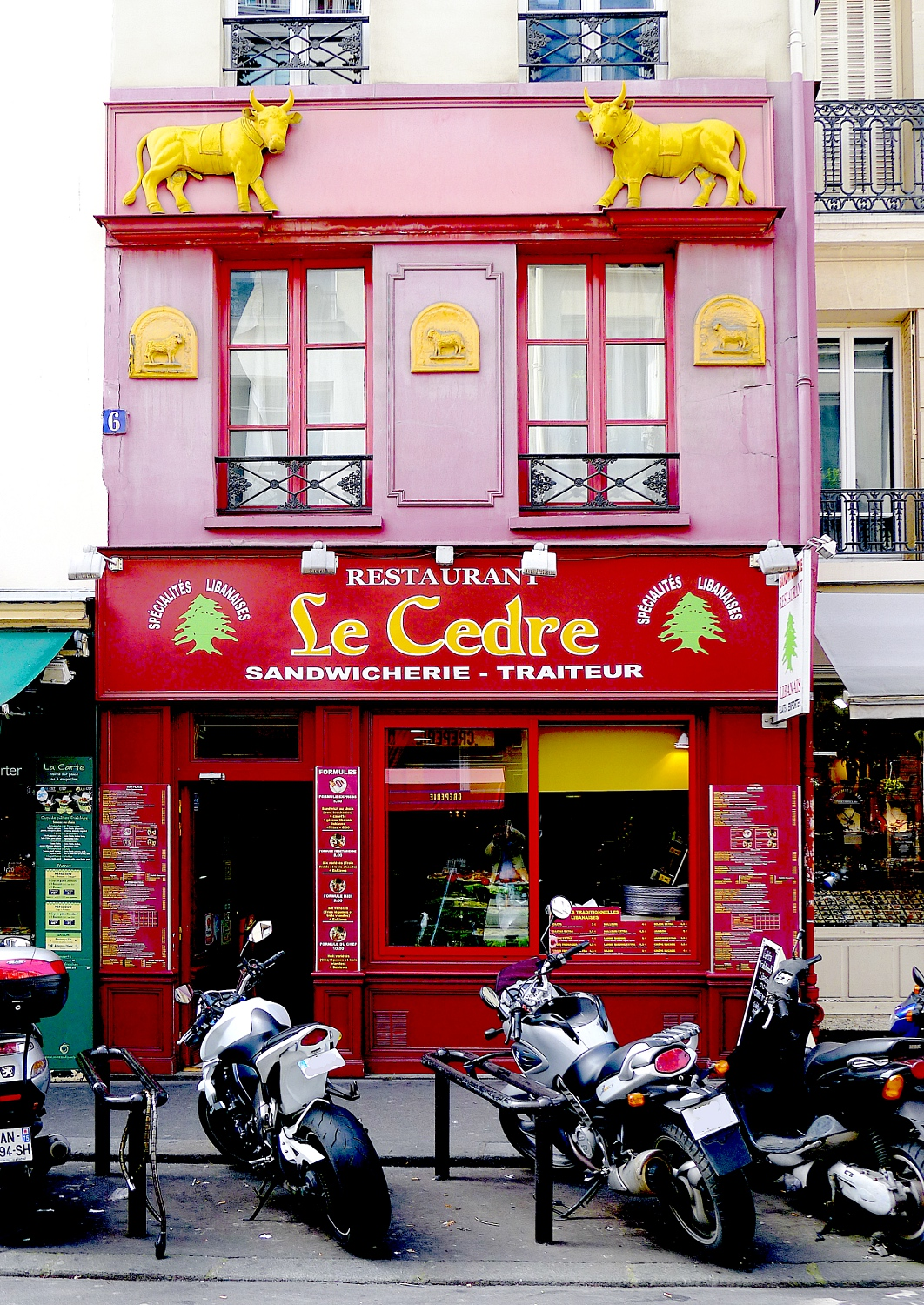
Památkově chráněný dům č. 6

## Významné stavby
Rue Mouffetard je známá především hustotou malých obchodů. V horní části ulice až k Place de la Contrescarpe a k počátku sklonu k sv. Medardovi má množství restaurací a barů. Tato část je turisticky velmi navštěvovaná a je velmi aktivní v noci. V dolní části ulice až ke křižovatce s ulicí Rue Jean-Calvin se konají každodenní trhy.
- bývalé řeznictví v domě č. 6[1] a domy č. 122[2] a 134[3] jsou zapsány na seznamu historických památek
- na domě č. 14 se dochoval vývěsní štít bývalého obchodu s čokoládou Au Nègre joyeux
- fontána Pot-de-Fer u domu č. 60 na rohu ulice Rue du Pot-de-Fer, chráněná od roku 1925 jako historická památka[4]
- dům č. 61 je vstup do kasáren, které se nacházejí na místě bývalého kláštera Notre-Dame de la Miséricorde
- Théâtre Mouffetard v domě č. 73
- městská knihovna Mohammed-Arkoun v domě č. 74-76
- gotický kostel sv. Medarda z 15. století, rovněž památkově chráněný[5]